# Rakéta

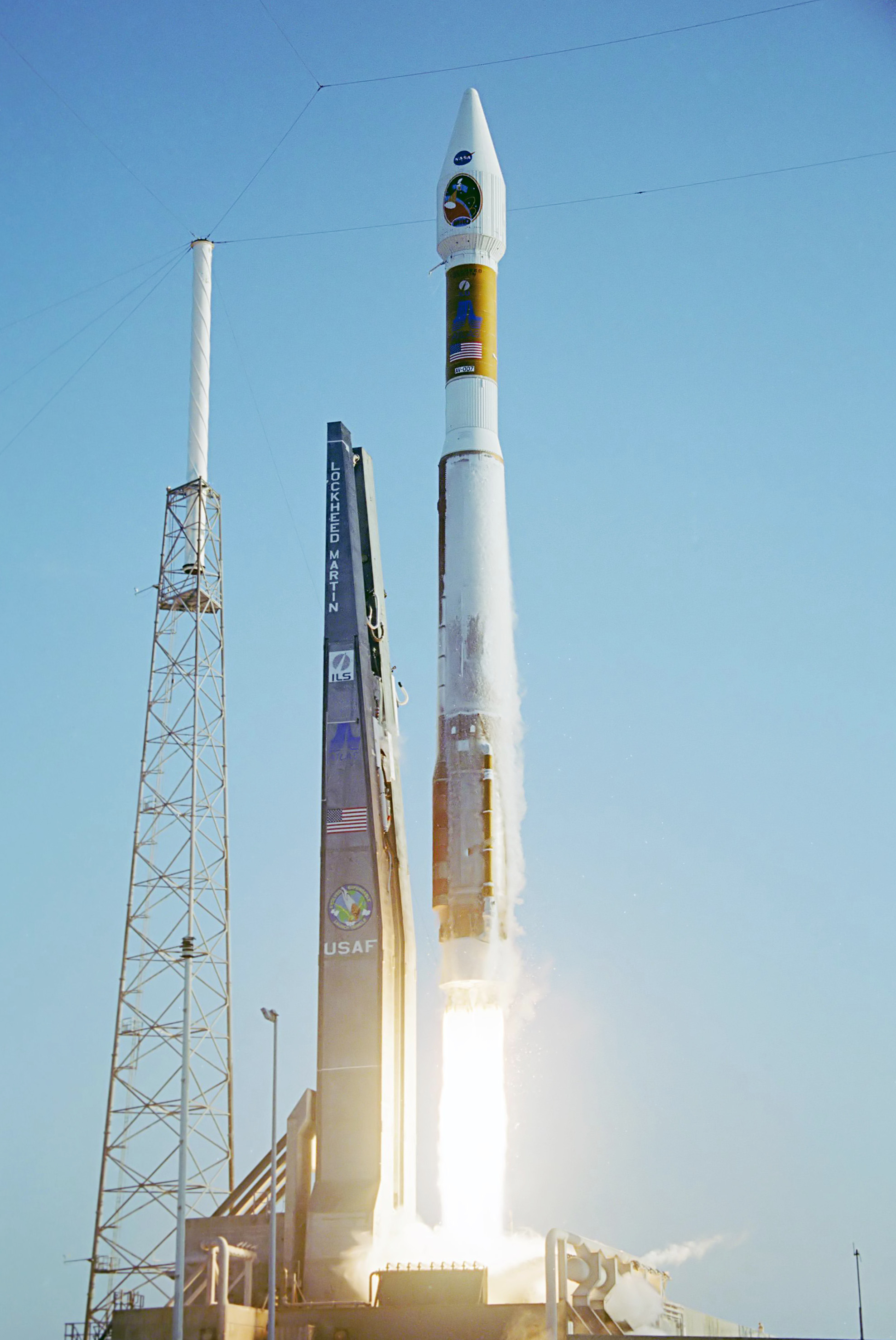
Modern hordozórakéta indítása
(Atlas V, Mars Reconnaissance Orbiter)

A rakéta olyan jármű vagy repülőeszköz, amely a sugárhajtás elvén, az égési gázok kilövellésével a mozgatásához szükséges tolóerőt a környezettől függetlenül állítja elő. A rakétahajtóműveket is gyakran rakétaként emlegetjük.
Az összes rakétatípusban az égési gáz a hajtóanyagból termelődik, amelyet a rakéta magával visz. A rakéta meghajtása az égési gázok gyorsulásával jön létre (lásd Newton harmadik törvényét). A rakéták általában folyékony vagy szilárd hajtóanyagúak.
A rakéták egyik fontos típusa a hordozórakéta, amelyet az űrkutatásban használnak űreszközök elindítására.
A hadtudományban indítási és a becsapódási hely szerint osztályozzuk őket, ez lehet levegő, föld, vízfelszín (például levegő-föld rakéta). A rakétahajtású fegyverek első tömeges alkalmazására a második világháborúban került sor. Ezek többnyire nem irányított, tüzérségi, vagy repülőgép-fedélzeti fegyverek voltak. Az első, irányított levegő-levegő rakéta a II. világháború idején kifejlesztett német Ruhrstal X–4 volt.

## Történet

### Röppentyűk

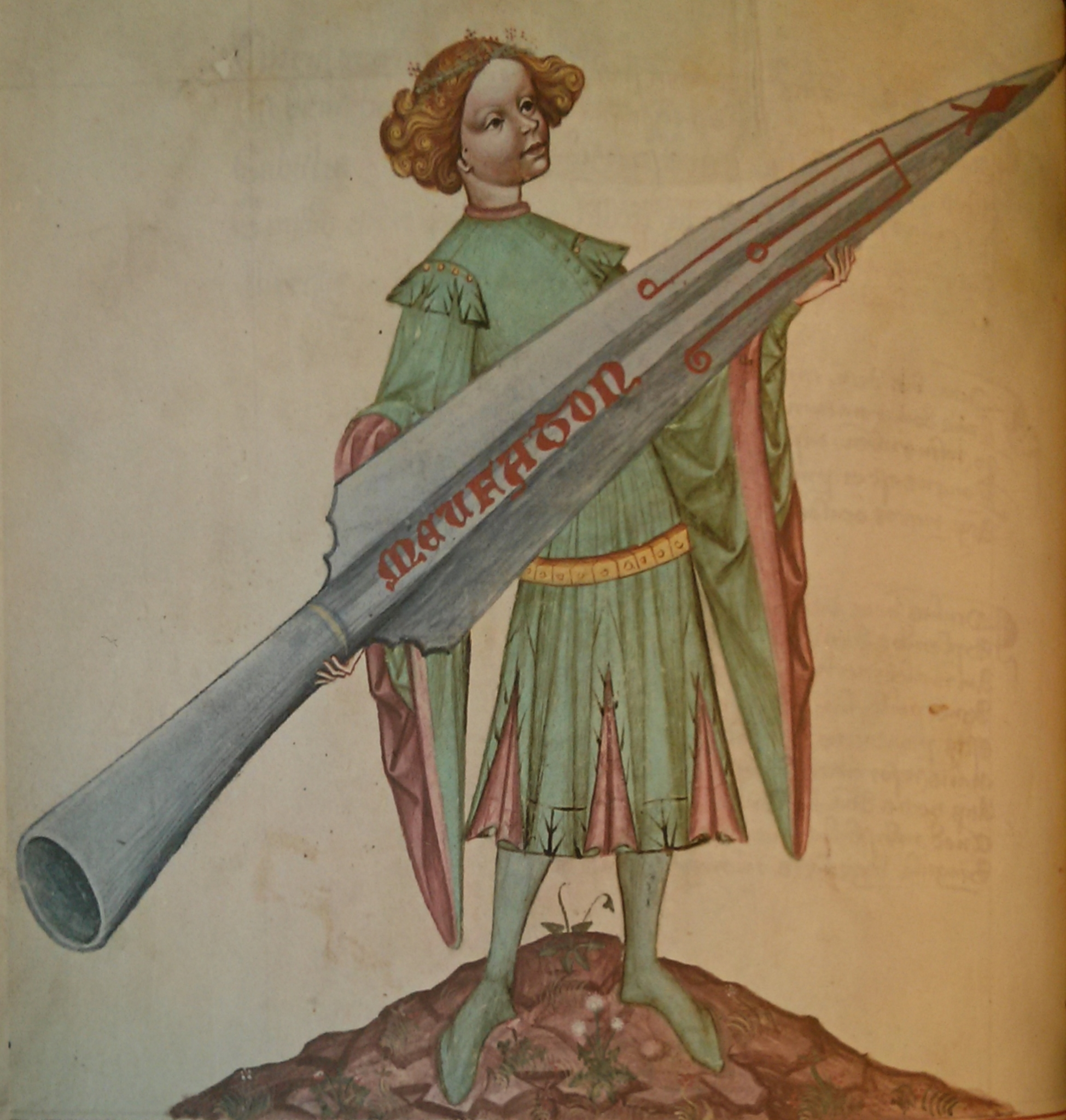
Az első európai rakéta ábrázolás 1405-ből Conrad Kyeser német hadimérnök "Bellifortis" című könyvéből.

A lőpor egyik első gyakorlati felhasználása a petárdák és tűzijáték, röppentyűk - vagyis szilárd hajtóanyagú rakéták - készítése volt, ezek megjelenése a 800-as évekre Kínába, a Tang-dinasztia idejére tehető.
A 12. században jelentek meg a rakéták, mint fegyverek. A kínai fejlesztések alapján röppentyűket legelőször az Európába betörő mongol seregek alkalmaztak 1241-ben a Muhi csatában.

### Modern rakéták
A 20. században Robert Goddard építette meg az első folyékony-hajtóanyagú rakétát. Már 1903-ban megjelent Konsztantyin Ciolkovszkij rakétákról szóló munkája (Исследование мировых пространств реактивными приборами, durván fordítva: A világűr kutatása rakétameghajtású eszközökkel). A rakétafejlesztéshez hozzájárult az erdélyi születésű Hermann Oberth is. 1923-ban egy könyve jelent meg Rakéta a planetáris térben (Die Rakete zu den Planetenräumen) címmel.
A 20. században először Németországban végeztek komoly rakétakísérleteket, a második világháború idején, amelyekből megszületett a V–2. Ez a rakéta volt a mostani ballisztikus rakéták és az űrhajózási hordozórakéták őse.

## A rakéták működése
Jelenleg a rakéta az egyetlen olyan eszköz, amellyel tudományos laboratóriumokat, szállítóeszközöket lehet az űrbe juttatni. A rakéta reaktív elven működik. Ezt az elvet Isaac Newton fogalmazta meg a mozgó testek kinetikájára vonatkozó III. axiómájában, eszerint két test egymásra hatásakor az erők mindig páronként lépnek fel, a hatóerővel ellentétesen egy azonos nagyságú ún. reakcióerő lép fel. A jelenséget már Newton előtt is tapasztalták, például fegyvereknél érezhető a „visszarúgás”. Az elv a következő: ha egy zárt tartályban nagy nyomású gáz van, amit egy nyíláson keresztül hagyunk kiáramlani, akkor a kiáramlás irányával ellentétes irányú ellenerő fogja mozgatni a tartályt. Természetesen ez az erő csekély, legalábbis ahhoz, hogy űrhajókat vagy műholdakat állítsunk vele pályára. A mozgató erőt az impulzus megváltozása adja, (természetesen a kiáramló gáz mozgásmennyiségére gondolunk) {\displaystyle F=dI/dt} (a képletet szintén Newton adta meg). Ezt az egyenletet integrálva a változó tömegű rakéta végsebességére (a rakéta tömege a gázkiáramlás miatt csökken) a
{\displaystyle V(t)=c\times ln(m_{0}/m(t))},
ún. Ciolkovszkij-egyenletet kapjuk.
Ahol 
- c: a gáz kiáramlási sebessége,
- m0/m(t) a rakéta tömegaránya (kezdeti tömeg / végső tömeg),
- V(t) pedig a végsebessége.

Ebben az esetben eltekintettünk a gravitációs hatástól, melyet beszámítva az egyenlet a
{\displaystyle V(t)=c\times ln(m_{0}/(m_{0}-m(t))-gt}
alakra hozható, ahol m a kiáramló gáz tömege. Tehát a rakéta sebessége függ a kiáramló gáz sebességétől. A cél tehát nagyobb kiáramlási sebesség elérése; láthattuk, hogy a hideg, nagy nyomású gáz energiája kevés. Az anyagok elégetése során gyorsan keletkező gázok hőmérséklete, illetve zárt térben, a nyomása elég nagy lehet, tehát belsőenergiájuk is nagy, ezt kell mozgási energiává alakítani.
Ezt a feladatot (ti. a munkaközeg gyorsítását) az ún. rakétahajtóművek végzik. A rakétahajtómű olyan sugárhajtómű, mely környezetétől függetlenül működik, hiszen a működéshez szükséges hajtóanyagot és az égéshez szükséges oxidáló anyagot is maga a rakéta szállítja. Ezért működhet a rakéta hatékonyan a vákuumban vagy akár víz alatt is. Aszerint, hogy a munkaközegként szolgáló gázt milyen módon gyorsítják fel megkülönböztetünk kémiai-, nukleáris- és elektromos hajtóműveket. Jelenleg kémiai rakétahajtóműveket használnak, az elektromos rakéták nem elterjedtek, az atom rakéták még csak kísérleti stádiumban vannak. A kémiai hajtóművek hagyományos tüzelőanyagok elégetéséből nyerik a magas hőmérsékletű gázokat, melyeket a fúvókán kivezetve gyorsítanak. A kémiai hajtóműveket a felhasznált tüzelőanyag halmazállapota szerint szilárd, folyékony vagy hibrid hajtóanyagúaknak nevezzük.
A mai hajtóanyagokkal illetve hajtóművekkel Kb. 3000–5000 m/s kiáramlási sebességet lehet elérni, és ez az első kozmikus sebességhez kevés. A másik fontos tényező, a tömegarány ugyanis a gyakorlatban nem nagyobb 10-nél, melynek természetes alapú logaritmusa 2,3. Ebből következik, hogy egyetlenegy rakétafokozattal nem tudunk jelenleg pályára állítani hasznos terhet (bár az USA-ban folytak kísérletek egyfokozatú rakétajárművel az ún. DC-X- szel, több-kevesebb sikerrel). A legjobb megoldás erre a lépcsőzés elve, azaz több rakétafokozat kombinálása. Ha az első rakétafokozat kiég, akkor leválik a komplexumról és a második fokozat a gyújtás után tovább gyorsítja az amúgy is könnyebbé vált rakétát. Néhány rakéta első fokozatára külön gyorsító rakétákat helyeztek el. Általában 3- 4 fokozatot alkalmaznak, de születtek valóságos rakétaóriások is, mint például az amerikai Saturn V.

## Rakéták aerodinamikája
Repülés közben a rakétára a környező levegővel való kölcsönhatásból eredő különféle erők hatnak. Természetesen ezen aerodinamikai erők befolyással vannak a rakéta röppályájára, sebességére, az elért magasságra stb. Ebben a fejezetben a rakétatechnikában két legfontosabbnak tartott jelenségről lesz szó. Egyik a rakéta stabilitása, a másik pedig a rakétát fékező légellenállás.
A stabilitás a rakéta (vagy bármely más repülő test) röppályán való viselkedését jellemzi. Alapvetően egy rakéta lehet aerodinamikailag stabilis, instabilis vagy semleges. Egy stabil rakéta követni fogja a kilövőállvány által megadott irányt és automatikusan korrigálja a nemkívánatos kitérést az eredeti röppályához képest. Egy instabil rakéta röppályája megjósolhatatlan, jellemző hogy repülés során többször is irányt változtat, teljesen önkényesen. Mozgása kaotikus, néha pörög, néha bukdácsol, előfordulhat hogy megfordul és visszaesik a fejünkre. Egy semleges rakéta a kilövőállványt elhagyva egy darabig még repülhet egyenesen, ám a legkisebb széllökés is könnyen kitérítheti pályájáról. 
Magától értődik hogy a stabil viselkedés kívánatos ahhoz, hogy egy rakéta jól repüljön. A stabilitást a rakéta tömegközéppontjának és nyomásközéppontjának egymáshoz viszonyított helyzetéből lehet meghatározni. A tömegközéppont (jele CG az angol "Center of Gravity"-ből) szó szerint értendő, míg a nyomásközéppont (CP az angol "Center of Pressure"-ből) azt a pontot jelöli, ahol a rakétára ható aerodinamikai erők eredője hat. Egy rakéta statikusan stabil, ha a CG a CP előtt helyezkedik el, függetlenül a rakéta alakjától.